# Рудник (Лодзинське воєводство)
Рудник (пол. Rudnik) — село в Польщі, у гміні Бендкув Томашовського повіту Лодзинського воєводства.
Населення — 169 осіб (2011).
У 1975-1998 роках село належало до Пйотрковського воєводства.

## Демографія
Демографічна структура станом на 31 березня 2011 року:
|          | Загалом | Допрацездатний вік | Працездатний вік | Постпрацездатний вік |
| -------- | ------- | ------------------ | ---------------- | -------------------- |
| Чоловіки | 80      | 12                 | 59               | 9                    |
| Жінки    | 89      | 19                 | 50               | 20                   |
| Разом    | 169     | 31                 | 109              | 29                   |